# Трой Делбі
Трой Делбі (англ. Troy Dalbey, 19 вересня 1968) — американський плавець.
Олімпійський чемпіон 1988 року.
Переможець Пантихоокеанського чемпіонату з плавання 1987, 1991 років.